# Josip Cugmus
Josip Cugmus, slovenski pravnik in železniško-gospodarski strokovnjak, * 30. maj 1884, Prevoje, † 25. december 1960, Beograd.
Študiral je pravo na Dunaju in Gradcu. Leta 1909 se je zaposlil pri Južni železnici ter 1912 odšel na Direkcijo srbskih državnih železnic v Beograd. V letih 1933−1936 je bil direktor železniške direkcije v Ljubljani, nato pomočnik generalnega direktorja jugoslovanskih železnic. Bil je strokovnjak za tarifna vprašanja v železniškem prometu. Napisal je vrsto člankov in jih objavil v jugoslovanskem železničarskem strokovnem tisku in monografijo Osnove železniške tarife (1931, ponatis 1951).